# Бернабе, Адриан
Адриа́н Бернабе́ Гарси́я (исп. Adrián Bernabé Garcia; род. 26 мая 2001, Барселона) — испанский футболист, полузащитник клуба «Парма». Участник Олимпийских игр 2024 в Париже.

## Клубная карьера
Бернабе — воспитанник клубов «Эспаньол» и Барселона. В 2018 году игрок подписал контракт с английским «Манчестер Сити». 25 сентября в матче Кубка английской лиги против «Оксфорд Юнайтед» он дебютировал за основной состав. Летом 2021 года Бернабе перешёл в итальянскую «Парму». 5 февраля 2022 года в матче против «Беневенто» он дебютировал в итальянской Серии B. 26 февраля в поединке против СПАЛа Адриан забил свой первый гол за «Парму». В 2024 году игрок помог клубу выйти в элиту. 17 августа в матче против «Фиорентины» он дебютировал в итальянской Серии A.

## Международная карьера
В 2018 года в составе юношеской сборной Испании Бернабе принял участие в юношеского чемпионата Европы в Англии. На турнире он сыграл в матчах против команд Сербии, Нидерландов и Бельгии.
В 2023 году Бернабе в составе молодёжной сборной Испании стал финалистом молодёжного чемпионата Европы в Румынии и Грузии. На турнире он сыграл в матчах против сборных Швейцарии и дважды Украины.
В 2024 году Бернабе был включён в заявку олимпийской сборной Испании на участие в Олимпийских играх в Париже. На турнире он сыграл в матчах против команд Узбекистана, Доминиканской Республики, Египта, Японии, Марокко и Франции.

## Достижения
Международные
 Испания (олимп.)
- Победитель Олимпийских игр — 2024